# شهرستان استی جنویو (میزوری)
شهرستان استی جنویو، میزوری (به انگلیسی: Ste. Genevieve County, Missouri) یک سکونتگاه مسکونی در ایالات متحده آمریکا است که در میزوری واقع شده‌است.

## خصوصیات
شهرستان استی جنویو ۱٬۳۱۸ کیلومترمربع مساحت دارد.